# Labirint: Nemogući bijeg (2014.)
Labirint: Nemogući bijeg (eng. The Maze Runner) je američki distopijski znanstvenofantastični akcijski triler iz 2014. godine. Film je režirao Wes Ball, a scenarij filma temelji se na istoimenom romanu američkog pisca Jamesa Dashnera iz 2009. To je prvi film iz trilogije filmova naspisanih na temelju prvog i drugog nastavka romana. Glavne uloge u filmu tumače Dylan O'Brien, Kaya Scodelario, Thomas Brodie-Sangster, Ki Hong Lee, Will Poulter, i Patricia Clarkson. Film govori o šesnaestogodišnjem mladiću Thomasu, koji je zapeo u zahrđalom dizalu bez ikakvog sjećanja tko je i što radi ovdje. Na kraju ga dizalo dovede u sredinu livade koja je omeđena šumom, koja je okružena zidovima labirinta. Na livadi se nalaze nastambe u kojima obitavaju drugi dječaci različitih dobi. Ti dječaci rade različite poslove, od kojih je najvažniji posao rade trkači. Oni trče po labirintu i pokušavaju pronaći izlaz iz njega.
Razvoj filma započeo je u siječnju 2011. kad je 20th Century Fox otkupio prava na Dashnerov roman zajedno s filmskim studijima Temple Hill Entertainment i TSG Entertainment. Snimanje filma započelo je 13. svibnja 2013. u mjestu Baton Rouge u američkoj saveznoj državi Louisiani, a završeno 12. srpnja 2013.

## Glumci
- Dylan O'Brien - Thomas, glavni protagonist u filmu.[4]
- Thomas Brodie-Sangster - Newt, vođa vijeća dječaka.[5]
- Ki Hong Lee - Minho, glavni trkač i vođa trkača.
- Kaya Scodelario - Teresa, jedina žena u zajednici dječaka.
- Aml Ameen - Alby, prvi dječak kojeg su poslali na test u labirint.
- Will Poulter - Gally, jedan od dječaka koji se ne usudi raditi ništa izvan njihove rutine; antagonist i kukavica.
- Blake Cooper - Chuck, vjerojatno najmlađi dječak na testu; uz Minha najbolji Thomasov prijatelj.[6]

## Vanjske poveznice
- (engl.) Službena stranica filma na internetskoj pismohrani filmova Wayback machine